# Alstroemeria diluta
Espèce
Alstroemeria diluta est une espèce de la famille des Alstroemeriaceae.  Elle est originaire du nord et du centre du Chili. C'est un géophyte tubéreux qui pousse principalement dans le biome subtropical.

## Description
Les feuilles d'Alstroemeria diluta sont disposées sur des tiges fleuries qui sont écailleuses peu perceptibles ; celles situées sur des tiges stériles sont glauques, étroitement linéaires, tordues et assez aiguës. Les inflorescences sont des ombelles lâches de deux à six fleurs. Deux sous-espèces, la sous-espèce diluta possède des fleurs qui ont en général des tépales externes obovales légèrement plus grands de 3-5 cm de long et aussi plus étroits, allant du crème stellaire à l'ivoire cramoisi pâle avec de forts traits cramoisis sur les segments internes-supérieurs qui se rejoignent pour former une tache près de l'extrémité. La sous-espèce chrysantha, plus septentrionale, dépasse rarement 4 cm de longueur de tépale, avec une couleur de fond soit jaune d'or pur, soit une combinaison de jaune et de rose. Son dessin est similaire mais rouge brunâtre. Les caractéristiques communes sont la forme de la fleur en entonnoir évasé avec des segments intérieurs étroitement oblancéolés et des pointes enroulées et pointues teintées de la même couleur de motif sombre. 

## Répartition et habitat
Son aire de répartition originelle se situe au Chili, dans la vallée centrale méridionale et par la côte jusqu'à la frange du désert septentrional, du niveau de la mer jusqu'à 400 m d'altitude.

## Systématique
Le nom correct complet (avec auteur) de ce taxon est Alstroemeria diluta Ehr.Bayer.
Alstroemeria diluta a pour synonyme :
- Alstroemeria diluta subsp. diluta